# محمد جاسم شويطر
محمد جاسم شويطر (4 أغسطس 1980- 25 يناير 2015) مخرج سينيمائي بحريني برع في أفلام الرسوم المتحركة القصيرة. من أهم أفلامه فيلم «آخر قطرة نفط». وفيلم «سلاح الأجيال» .

## حياته
هو فنان (مونتاج وجرافيك ثريدي)، بدء ممارسة الرسم منذ الصغر، في عام 1998م واتجه بعد ذلك لممارسة الرسم والجرافيك الرقمي، استمر في تطوير نفسه في هذا المجال. تم انجاز بعض الأعمال التجريبية وفي عام 2002م. بدء في تنفيذ الإعلانات التلفزيونية من مونتاج وجرافيك بالإضافة إلى الإخراج، قدم الكثير من الانجازات في مجال المونتاج والجرافيك لعديد من الأفلام والمسلسلات . أنتج أول فلم من إخراجه وكتابته ( سلاح الأجيال ) والذي يتحدث عن السلام في عالم وشارك العديد من المهرجانات وفاز بجائزتين المركز الثالث في مهرجان الخليج السينمائي الرابع في دبي وجائزة أفضل مؤثرات بصرية في مهرجان العائلة الدولي السينمائي ال17 في هوليوود وبعدها اتجه لصناعة أفلام الـ إيقاف الحركة (تقنية تصوير) واخرج فيلم بعنوان «آخر قطرة نفط».

## وفاته
توفي في 25 يناير عام 2015 عن عمر يناهز الخامسة والثلاثين عاماً. نتيجة لمعاناته مع مرض الهودجكن السرطاني.

## قائمة الأفلام

### أفلامه كمخرج وكاتب
- سلاح الاجيال (بالإنجليزية: The Power of Generations)‏ (عام 2011)
- حياة شخص (بالإنجليزية: A Person Life)‏ (عام 2012)
- آخر قطرة نفط (بالإنجليزية: The Last Drop of Oil)‏ (عام 2012)
- هودجكن (بالإنجليزية: Hodgkin's [الإنجليزية])‏ (عام 2014)
- اميلون (بالإنجليزية: Amilon)‏ (عام 2015) في الإنتاج